# Partille Cup
Partille Cup, startad av IK Sävehof i Partille 1970, är världens största årliga turnering i handboll där det kommer handbollslag från länder runt om i hela världen. Turneringen spelas varje år under vecka 27 av ungdomar mellan tio och 21 år gamla.
Partille Cup började att spelas i Partille 1970. 2001 började turneringen stegvis att flyttas till Göteborg för att slutligen 2004 flyttas dit helt och hållet.
Partille Cup är idag världens största och mest internationella handbollsturnering för ungdomar. Evenemanget utspelar sig i Göteborg under vecka 27 varje sommar. Sedan starten 1970 har över 500 000 deltagare från 96 länder och sex kontinenter deltagit.
Partille Cup spelades för 50:e året i rad 1–6 juli 2019. Turnering var den största dittills med 1407 lag och över 24 500 deltagare från 52 nationer.
Heden i centrala Göteborg är basen med 30 planer och där finns också Heden Center, turneringens centrum, med information, sponsorby, försäljning och aktiviteter. Ytterligare spelområden är Kviberg, Valhalla och Överåsvallen. Totalt används över 60 planer och fler än 4000 matcher spelas. Turneringen spelas utomhus på konstgräs. Förutom matcher som spelas arrangeras också flera kringaktiviteter för deltagarna. Såsom invigning, ledarfest och disco. Övriga arrangemang är European Open Championship, en landslagsturnering med flickor/pojkar 16/17 år som arrangeras parallellt.
Deltagarna, som är mellan 10 och 21 år, bor främst på skolor runt omkring Göteborg, men många väljer också att bo på hotell. Arrangör av Partille Cup är handbollsföreningen IK Sävehof. Organisationen består av heltidspersoner som förstärker med ytterligare ett 30-tal projektledare inför turneringsstart. Under själva veckan består organisationen totalt av 1 500 funktionärer.
Partille Cup - World of Handball

## Spelplatser
De flesta matcherna spelas på Heden i centrala Göteborg. Övriga spelområden är Kviberg, Valhalla IP, Härlanda, Ruddalen. 
Finalerna spelas på Heden Arena som byggs upp tillfälligt inför evenemanget med en kapacitet på 7000 åskådare.

## Fakta
I turneringen deltar varje år över 1000 lag från ett 50-tal länder. Det betyder också fler än 20 000 deltagare. Totalt har lag från 96 länder deltagit i turneringen genom tiderna.

### Nedan fakta från år 2019
| Antal lag:               | 1 407   |
| Antal deltagare:         | 24 500  |
| Antal nationer:          | 52      |
| Nationer från starten:   | 96      |
| Pojkar/flickor i %:      | 48/52   |
| Snittålder:              | 14,5    |
| Antal spelplaner:        | 76      |
| Antal matcher::          | 4 929   |
| Antal mål:               | 115 597 |
| Åskådare på finalerna:   | 16 230  |
| Åskådare på invigningen: | 13 930  |
| Publik på Heden, 5 dgr:  | 215 000 |
| Andel nöjda besökare:    | 93%     |

### Fotnoter
1. 1 2  ”Tidernas Resa – 40 år med Partille Cup”. 2 mars 2009. Arkiverad från originalet den 29 mars 2012. https://web.archive.org/web/20120329233432/http://www.partillecup.com/PDF/2009/PC_40_year.pdf. Läst 6 juni 2011.
2. ↑  ”Partille Cup ännu större - men utan växtvärk”. HerrElit Handboll. 4 juni 2011. https://www.mynewsdesk.com/se/partillecup/pressreleases/partille-cup-aennu-stoerre-men-utan-vaextvaerk-644887. Läst 6 juni 2011.